# MYL5
MYL5 (англ. Myosin light chain 5) – білок, який кодується однойменним геном, розташованим у людей на короткому плечі 4-ї хромосоми.  Довжина поліпептидного ланцюга білка становить 173 амінокислот, а молекулярна маса — 19 534.
| 10         |  | 20         |  | 30         |  | 40         |  | 50         |
| ---------- |  | ---------- |  | ---------- |  | ---------- |  | ---------- |
| MASRKTKKKE |  | GGALRAQRAS |  | SNVFSNFEQT |  | QIQEFKEAFT |  | LMDQNRDGFI |
| DKEDLKDTYA |  | SLGKTNVKDD |  | ELDAMLKEAS |  | GPINFTMFLN |  | LFGEKLSGTD |
| AEETILNAFK |  | MLDPDGKGKI |  | NKEYIKRLLM |  | SQADKMTAEE |  | VDQMFQFASI |
| DVAGNLDYKA |  | LSYVITHGEE |  | KEE        |  |            |  |            |

A: Аланін

D: Аспарагінова кислота

E: Глутамінова кислота

F: Фенілаланін

G: Гліцин

H: Гістидин

I: Ізолейцин

K: Лізин

L: Лейцин

M: Метіонін

N: Аспарагін

P: Пролін

Q: Глутамін

R: Аргінін

S: Серин

T: Треонін

V: Валін

Кодований геном білок за функціями належить до білкових моторів, міозинів, м'язових білків. 
Задіяний у таких біологічних процесах як поліморфізм, альтернативний сплайсинг. 
Білок має сайт для зв'язування з іонами металів, іоном кальцію. 